# رحلة إلى القمر (فلم فرنسي)
رحلة إلى القمر (بالفرنسية: Le Voyage dans la lune) هو فيلم خيال علمي صامت أسود وأبيض فرنسي أنتج عام 1902. الفيلم مستوحى من روايتين: رواية جول فيرن من الأرض إلى القمر ورواية أول رجال على سطح القمر بقلم هـ. ج. ويلز.
الفيلم من تأليف وإخراج جورج ميلييس وساعده في ذلك أخوه غاستون. مدة الفيلم 14 دقيقة إذا ما تم عرضه بسرعة 16 إطار في الثانية، التي كانت السرعة المعيارية حينما أنتج.
يعتبر الفيلم أشهر أفلام الفانتازيا التي أخرجها ميلييس وقد كان له شعبية كبيرة عند توزيعه.كما انه أول أفلام الخيال العلمي الذي استخدمت فيه أساليب رسوم متحركة ومؤثرات خاصة مستحدثة ومن ضمنها صورة مشهورة للمركبة الفضائية تهبط على عين القمر.
نظرا لمرور أكثر من 115 عاما على إنتاجه انتهت حقوق المؤلف عن الفيلم وأصبح ملكا عاما.
اعتبرته صحيفة فيلج فويس الأسبوعية أحد أهم أفلام القرن العشرين واضعا إياه في المرتبة 84 في تدريجها.

## انظرأيضا
- خدعة القمر العظيمة

## روابط خارجية
- مقالات تستعمل روابط فنية بلا صلة مع ويكي بيانات